# Jacob Round
Jacob Nathaniel Round (Northampton, 3 de abril de 2000) es un jugador de baloncesto británico. Juega de alero en el Club Baloncesto Zamora de la Liga LEB Oro.

## Carrera deportiva
Internacional por su país desde que tenía 15 años, en 2016 llegó al Montakit Fuenlabrada y desde su llegada, disputaría sendos campeonatos de España Júnior en los que el club madrileño quedó entre los diez mejores del país.
Durante la temporada 2017-18, juega en el filial de Liga EBA y refuerza al primer equipo de la Liga Endesa en los tres últimos meses de la temporada. 
En julio de 2018, es cedido al CB La Antigua Tormes de la Liga LEB Plata, para disputar la temporada 2018-19. En septiembre de 2018, tras las lesiones producidas en pretemporada en el conjunto del Baloncesto Fuenlabrada, el alero inglés regresa para ayudar a los entrenamientos y alternar participaciones con el conjunto salmantino en Liga LEB Plata.
El 30 de septiembre de 2018, con apenas 18 años hace su debut en la primera jornada de la Liga Endesa con el Montakit Fuenlabrada en una victoria frente al Delteco GBC en San Sebastián por 60 a 76, disputando 1 minuto y 31 segundos de juego con el conjunto madrileño.
Durante la temporada 2018-19, en las filas del CB Tormes de Salamanca de LEB Plata, promedió en 34 partidos una media 22,4 minutos, 7 puntos, con un 50% de acierto en tiros de 2 y un 37% de 3. 
Debutó con la selección absoluta de Gran Bretaña en agosto de 2019 en una victoria ante Luxemburgo, metiendo 12 puntos.
En agosto de 2019, el Montakit Fuenlabrada cede al jugador al JAFEP Fundación Globalcaja La Roda para disputar la 2019-20 en Liga LEB Plata. En noviembre de 2019 sufrió una lesión de la muñeca, pese a ello, durante la temporada 2019-20 promedió 7,1 puntos y 1,1 asistencias en los 26 minutos que disputaba de media por encuentro. 
El 14 de octubre de 2020, se incorpora a la plantilla del Levitec Huesca de la Liga LEB Oro, firmando un contrato temporal para cubrir la baja de Facundo Corvalán.
El 21 de agosto de 2021, firma por el Club Baloncesto Zamora de la Liga LEB Plata.

### Selección nacional
En septiembre de 2022 disputó con el combinado absoluto británico el EuroBasket 2022, finalizando en vigesimocuarta posición.